# Gino Manara
Gino Manara (Cerea, 12 settembre 1896 – Besana in Brianza, 28 settembre 1976) è stato un artigiano italiano.

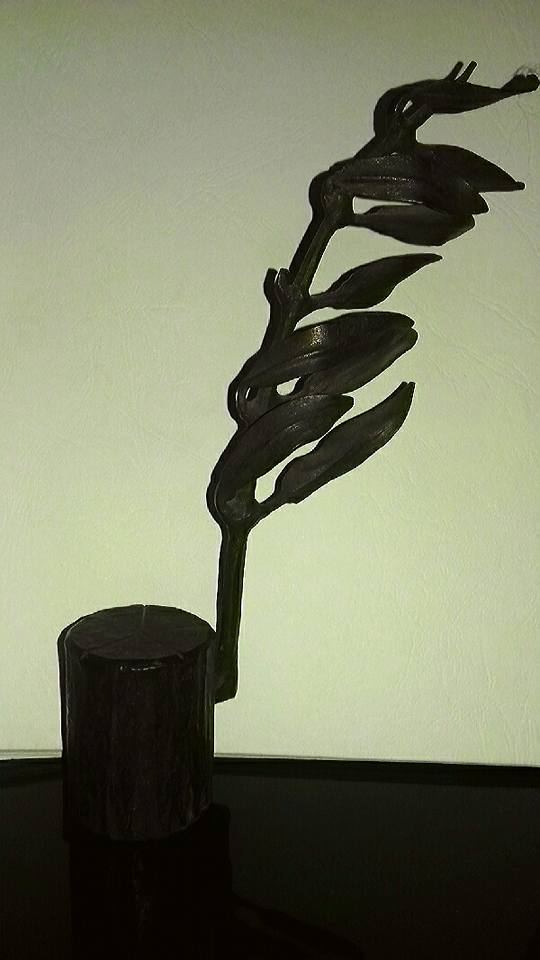
Tronchetto d'ulivo in ferro battuto

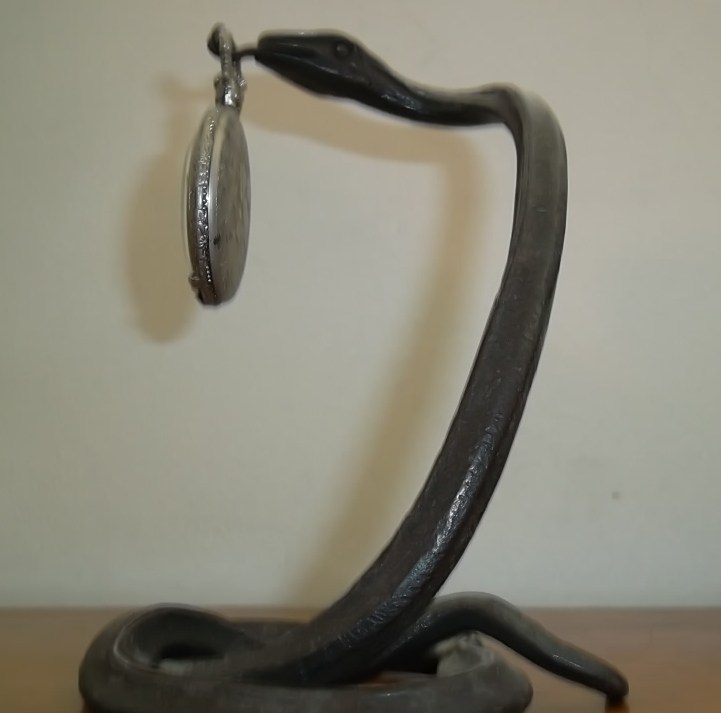
VIPERA PORTAOROLOGIO IN FERRO BATTUTO

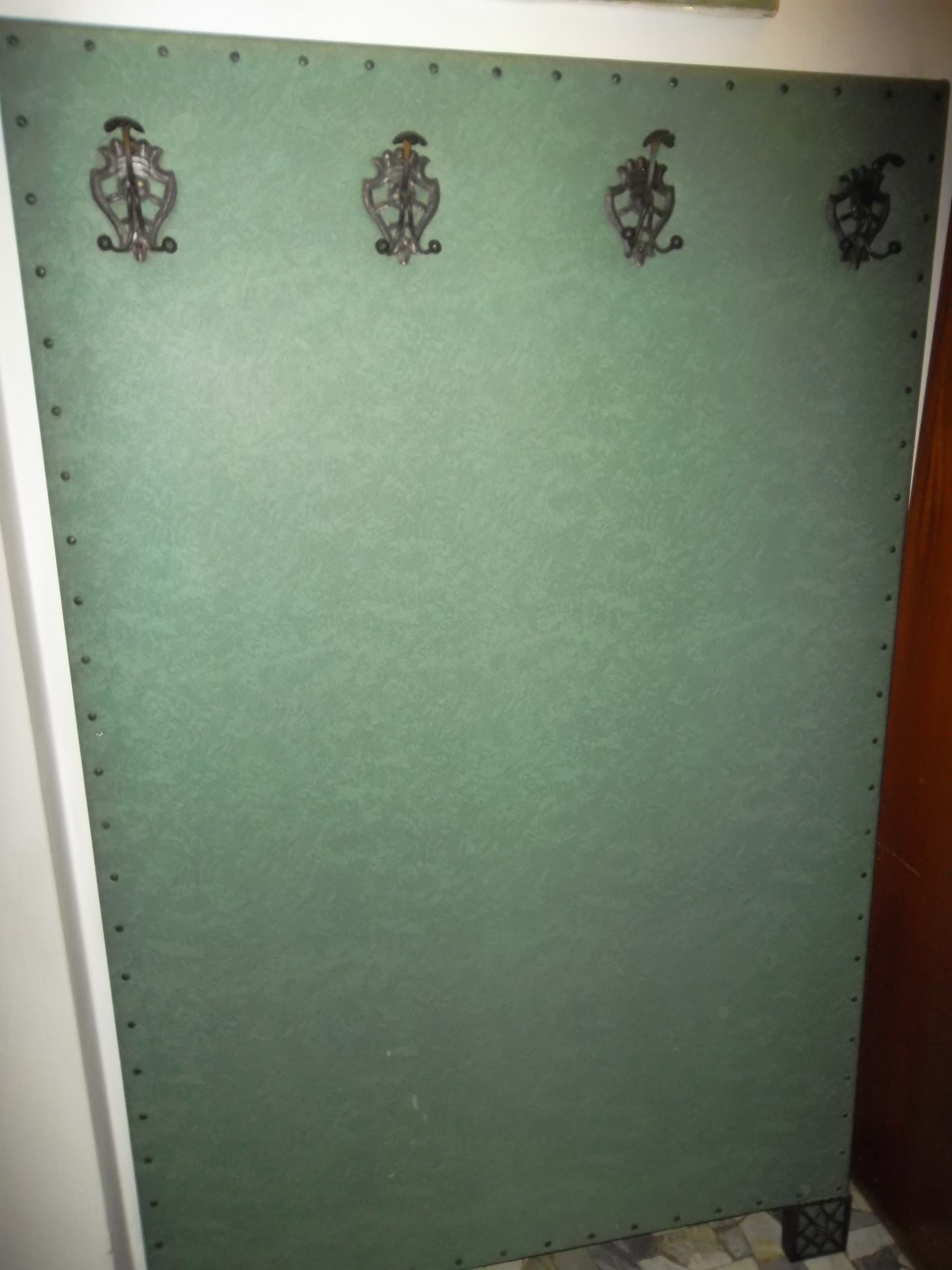
Appendiabiti

Fu allievo di un celebre artigiano lombardo, Alessandro Mazzucotelli, diventando alla sua scuola specialista nel ferro battuto e in quest'arte tra i maggiori esponenti del liberty in Lombardia. 
Nacque a Cerea (VR) in una famiglia numerosa, ultimo di nove tra fratelli e sorelle. Il mestiere di famiglia era quello di mugnaio, ma nel 1904 si trasferirono tutti a Milano, dove Gino poté studiare e diplomarsi all'Umanitaria. 
Ben presto intraprese una fruttuosa collaborazione con il maestro Mazzucotelli nella sua importante bottega di ferro battuto e più avanti presso la Scuola Superiore di Arti Applicate ISIA di Monza, divenendone più tardi successore alla cattedra di ferro battuto. 

In seguito lasciò anch'egli l'ISIA per trasferirsi a Besana Brianza dove fu tra i promotori della scuola civica professionale serale e diurna che diresse fino agli anni settanta. 
Nel contesto dello sviluppo economico del secondo dopoguerra le scuole professionali potevano godere dell'appoggio degli imprenditori locali, interessati a reperire sul territorio circostante manodopera specializzata. La scuola professionale di Besana, nata su impulso della nascente imprenditoria locale in una zona, la Brianza, prima tradizionalmente basata su di un'economia prevalentemente agricola, aveva il suo riferimento ideale nell'ISIA di Monza, ormai non più attivo dal 1943, condividendone le finalità originarie di promozione sociale e diffusione delle arti e dei mestieri. 
Più tardi fu anche ispettore presso il Consorzio provinciale per l'Istruzione Tecnica del provveditorato agli studi di Milano, attività che svolse collaborando fino al '75 con il collega e architetto Alcide De Rizzardi, suo amico e vicino di casa, anch'egli ex docente all'ISIA di Monza.